# Liste der Biosphärenreservate

Logo der Deutschen UNESCO-Kommission für das MAB-Programm

Die UNESCO hat mit Stand Juni 2017 weltweit 669 Biosphärenreservate in 120 Staaten, darunter 16 grenzüberschreitende Biosphärenreservate, im Rahmen des Programms Man and the Biosphere (MAB, Der Mensch und die  Biosphäre) anerkannt, um das harmonische Miteinander von Mensch und Natur zu fördern.

## Listen
Aufgrund der großen Anzahl ist die weltweite Auflistung der Biosphärenreservate geographisch nach Kontinenten unterteilt.
- Liste der Biosphärenreservate in Afrika
- Liste der Biosphärenreservate in Amerika
- Liste der Biosphärenreservate in Asien
- Liste der Biosphärenreservate in Australien und Ozeanien
- Liste der Biosphärenreservate in Europa
- Liste der Biosphärenreservate ohne Kontinentalbezug